# Мертц, Леопольд Альфонсович
Леопольд Альфонсович Мертц (11.05.1885 — 1942) — советский инженер, кавалер ордена Ленина (27.03.1934).
Родился в. д. Лупаречи Оргеевского уезда, Бессарабия. Немец.
Образование — высшее.
В адресной книге Москвы 1926 года местом работы указан Мальцкомбинат (Трест Государственные Мальцевские заводы «Мальцкомбинат» ВСНХ РСФСР).
С 21.06.1929 член комиссии ВСНХ по делам «Автостроя» — треста по строительству автозавода в Горьком.
С 25.11.1930 главный инженер Автозавода им. Молотова в г. Горьком (ГАЗа).
За «исключительно успешное проектирование завода и подготовку производства, за умелое руководство подготовкой основных кадров завода на предприятиях Форда в Америке» награждён орденом Ленина (27.03.1934).
В 1937 году арестован. Приговор: 8 лет ИТЛ. Умер в лагере в 1942 году.
Сочинения:
- Организация и планирование производства на опыте Автозавода им. Молотова в г. Горьком (ГАЗа) [Текст] : Тезисы к докладу Л. А. Мертц. — [Горький] : [тип.] полиграфтрест «Северный печатник», [1933] (Вологда). — 8 с.; 22х15 см.
- Нормальные винтовые резьбы и их калибровка / Л. А. Мертц. — Москва : Изд-во Центр. упр. печати ВСНХ СССР, 1926. — 50, [2] с. : табл., черт.; 27 см.
- Способы измерения в машиностроении : (О калибрах и допусках) / Инж.-техн. Л. А. Мертц. — Москва : Б. и., 1924. — [33] с. : ил.; 25 см.
- Процесс производства на Нижегородском автозаводе [Текст] / Л. А. Мертц зам глав. инж. Автостроя. — [Н. Новгород] : Огиз. Нижегор. краев. отд-ние, 1931 (тип. Нижполиграф). — 43 с. : ил.; 15х11 см. — (Овладеем техникой автостроения).